# Hladna pustinjska klima
Hladnu pustinjsku klimu (BWk) imaju pustinje sa srednjom godišnjom temperaturom nižom od 18°C. Ta klima obuhvaća manja područja, a najzastupljenija je u unutrašnjosti Azije. Uvjet za nastanak ovih pustinja nije visoka temperatura, već izražena kontinentalnost. Zbog udaljenosti od oceana te zbog reljefnih pepreka vlaga ne može doprijeti do tih područja te tako nema padalina. Iako imaju malu količinu padalina, zbog nižih je temperatura aridnost slabije izražena nego kod vrućih pustinja.
Dijelovi na Zemlje s takvom klimom:
U unutrašnjost Azije (hladne pustinje nastale zbog kontinentalnosti) – Gobi, Karakum, Takla Makan
U Sjevernoj Americi, Patagoniji te na obali Čilea i Perua i jugozapadne Afrike (nastale i zbog hladnih morskih struja)